# Robert Kocsarján
Robert Kocsarján (Sztepanakert, 1954. augusztus 31. –) örmény politikus, 1994 és 1997 között a de facto állam, Hegyi-Karabah Köztársaság miniszterelnöke, 1997 és 1998 között Örményország kormányfője, 1998 és 2008 között Örményország köztársasági elnöke.

## Élete
Apja vezető posztokat töltött be az Azerbajdzsáni Szovjet Szocialista Köztársaság Hegyi-Karabah Autonóm Területében. Robert Kocsarján a szovjet hadseregben szolgált két évet, majd 1982-be Jerevánban szerzett diplomát. Ezt követően – apjához hasonlóan – maga is viselt tisztséget a kommunista pártban. A 80-as években a Hegyi-Karabah Azerbajdzsántól való elszakadásáért és Örményországhoz csatlakozásáért küzdő mozgalom, majd a régió egyik vezetője lett. Amikor a régió 1992-ben kikiáltotta függetlenségét és ez fegyveres konfliktushoz vezetett, Kocsarján a régió vezetőjeként irányította a harcot Azerbajdzsán ellen. 1994-ben a felek tűzszünetet kötöttek és Kocsarján a nemzetközileg el nem ismert de facto állam, a Hegyi-Karabah Köztársaság első miniszterelnöke lett.
1997-ben lemondott Hegyi-Karabah miniszterelnöki tisztségéről, mert az Örmény Köztársaság miniszterelnöke lett, majd 1998-ban Örményország államfőjévé választották, annak ellenére, hogy hivatalosan csak azeri állampolgársággal rendelkezett. 1999-ben több fegyveres betört az örmény parlamentbe és megölte Vazgen Szargszján miniszterelnököt, Karen Demircsjánt a parlament elnökét, két miniszterelnök-helyettest és három parlamenti képviselőt. A támadás rossz fényt vetett Kocsarján elnökségére, ami ellen állandósultak a tüntetések. 2003-ban újraválasztották, noha a választással kapcsolatban csalás vádja merült fel. 
Elnökségének egyik belpolitikai eredménye volt egy 2005-ös alkotmánymódosítás, aminek keretében az elnöki hatalom egy részét átruházták az országgyűlésre, és erősítették az emberi jogi garanciákat az országban. Számos nemzetközi megállapodást kötött és törekedett a Hegyi-Karabah kérdés diplomáciai megoldására.
Mandátumát kitöltötte. A soron következő, 2008 februári elnökválasztást az általa támogatott Szerzs Szargszján nyerte, ám az ellenzék szerint csalással. Ismét tüntetések kezdődtek. A rendőrség erőszakosan lépett föl a tömeggel szemben és tízen meghaltak. A még hivatalban lévő Kocsarján 20 napos rendkívül állapotot hirdetett. A gyanú és zavargások ellenére Szargszján áprilisban átvette az elnöki tisztséget Kocsarjántól.
Szargszján 2018 nyarán bekövetkezett bukása után Kocsarjánt letartóztatták és perbe fogták hatalommal való visszaélés és az alkotmányos rend megdöntésére tett kísérlet vádjával. A vád a 2008-as elnökváltás utáni erőszakos hatósági fellépésben játszott szerepére, illetve a rendkívüli állapot kihirdetésére vonatkozott.